# 青年公共參與學苑
青年公共參與學苑是中華民國行政院青年輔導委員會（今教育部青年發展署）成立於2005年3月29日（青年節）的青年事務雲端機構，以自由學校為概念、學習平台為定位，嘗試銜接與彌補現有學校教育的不足，以一套完整的學習計畫來幫助青年揮灑自我、實現自我，以思辨、對話、行動為核心，活力青年、活化青春為理念。目的是以青年為中心的發展園地，投資青年，並提供參與青年發展所需的機會及資源。

## 提供服務
- 核心活動：青年與大師相遇講座、審議民主、社區行動、非營利組織培力、青年志工、國際參與、論文獎助、自由論壇等。
- 歷年活動：《行政院青年輔導委員會促進青年公共參與補助作業要點》、青年國是會議、青年政策大聯盟、青舵獎、青年公共參與獎、青年公共參與議題研究獎助、青年公民記者招募與研習活動、青少年人權夏令營、青年政策論壇、青年團隊政策研發競賽、一日首長見習體驗、政策研發行動實踐等。
- 出版書籍：《青年公共參與學苑系列叢書》。

## 歷史
- 2005年3月29日，行政院青年輔導委員會舉辦「青年公共參與學苑成立大會」，中華民國總統陳水扁與行政院青年輔導委員會主任委員鄭麗君親臨致詞[1][2]。4月11日，於臺北市中正區忠孝東路一段31號1、2樓（今國泰飯店觀光事業和逸飯店台北忠孝館）成立「Youth Hub青年交流中心（台北市青年志工中心）」，為青年公共參與學苑總部[3]。10月8日，於臺北縣政府大樓（今新北市政府大樓）二樓東側成立「台北縣青年交流中心」。6月24日，於花蓮縣花蓮市中正路622巷2號（美崙溪畔日式宿舍）成立「巴黎客青年交流中心」。8月2日，於臺南市東區勝利路85號（天主教台南教區百達文教中心）成立「府城青年交流中心」。8月19日，於花蓮縣壽豐鄉公園路72號（台灣基督長老教會力拿恆教會）成立「花蓮青年交流中心」。9月，於臺中市南區有恒街167號2樓（醉善樓）成立「臺中青年交流中心」。
- 2006年1月6日，行政院青年輔導委員會「青參字第0950300004號令」，發布《行政院青年輔導委員會促進青年公共參與補助作業要點》。1月9日，行政院青年輔導委員會「青貳字第0950200009號函」，發布《行政院青年輔導委員會Youth Hub青年交流中心使用及租借要點》。
- 2008年12月12日，行政院青年輔導委員會「青秘字第0970500184號令」，廢止《行政院青年輔導委員會Youth Hub青年交流中心使用及租借要點》，自2009年1月1日生效。
- 2010年8月1日，臺中青年交流中心歇業。
- 2013年1月16日，教育部青年發展署「臺教青署參字第1022260009號令」，《行政院青年輔導委員會促進青年公共參與補助作業要點》修正為《教育部青年發展署促進青年公共參與補助作業要點》。
- 2015年11月30日，教育部青年發展署「臺教青署參字第1042261565B號令」，《教育部青年發展署促進青年公共參與補助作業要點》修正為《教育部青年發展署促進青年公共參與獎補助作業要點》，自2016年1月1日生效。